# Lista das 100 Mulheres (BBC) do ano de 2013
A lista das 100 Mulheres (BBC) do ano de 2013 premiou 100 mulheres por serem inspiradoras e influentes em diversas áreas. A série examina o papel das mulheres no século XXI e inclui eventos em Londres, no México e no Brasil. Assim que a lista é divulgada, é o começo do que é descrito pelo projeto como a "temporada das mulheres da BBC", com duração de três semanas, que inclui a transmissão, relatórios online, debates e criação de conteúdo jornalístico sobre o tópico das mulheres. Mulheres de todo o mundo são incentivadas a participar através do Twitter e comentar sobre a lista, bem como as entrevistas e debates que seguem a liberação da lista. A lista 100 Mulheres (BBC) é publicada anualmente desde 2013.

| Imagem | Nome                       | Nacionalidade                                                 | Descrição                                                                                         | Referências |
| ------ | -------------------------- | ------------------------------------------------------------- | ------------------------------------------------------------------------------------------------- | ----------- |
|        | Aditi Mittal               | Índia                                                         | comediante indiana                                                                                |             |
|        | Andy Kawa                  | África do Sul                                                 | empresária e ativista social                                                                      |             |
|        | Anis Hidayah               | Indonésia                                                     | trabalhadora migrante e ativista                                                                  |             |
|        | Ann Leslie                 | Reino Unido Paquistão Predefinição:Country data Raj Britânico | jornalista paquistanesa naturalizada britânica                                                    |             |
|        | Anna Span                  | Reino Unido                                                   | diretora de cinema pornográfico inglês (nascida em 1972)                                          |             |
|        | Anne Stella Fomumbod       | Camarões                                                      | ativista camaronense                                                                              |             |
|        | Aowen Jin                  | Reino Unido                                                   | artista chinesa                                                                                   |             |
|        | Azadeh Kian                | Irão                                                          | acadêmica iraniana-francesa                                                                       |             |
|        | Bahia Shehab               | Líbano                                                        | artista multidisciplinar, designer, historiadora, diretora criativa, educador e ativista egípcia  |             |
|        | Balvinder Saund            | Reino Unido                                                   | Presidente da Women's Sikh Alliance                                                               |             |
|        | Barbara Hewson             | República da Irlanda                                          | advogada irlandesa                                                                                |             |
|        | Belle de Jour              | Estados Unidos                                                | ex-garota de programa londrina                                                                    |             |
|        | Bettany Hughes             | Reino Unido                                                   | Historiadora popular inglesa, autora e radialista                                                 |             |
|        | Bushra El-Turk             | Reino Unido                                                   | compositora británica                                                                             |             |
|        | Caroline Criado-Perez      | Reino Unido                                                   | jornalista británica                                                                              |             |
|        | Caroline Farrow            | Reino Unido                                                   | escritora católica, blogueira e ativista pró-vida                                                 |             |
|        | Charlotte Raven            | Reino Unido                                                   | jornalista británica                                                                              |             |
|        | Cherie Blair               | Reino Unido                                                   | advogada britânica                                                                                |             |
|        | Chipo Chung                | Zimbábue                                                      | atriz nascida no Zimbabue                                                                         |             |
|        | Claire Bertschinger        | Reino Unido                                                   | enfermeira Anglo-Swiss                                                                            |             |
|        | Clare Short                | Reino Unido                                                   | política britânica                                                                                |             |
|        | Claudia Paz y Paz          | Guatemala                                                     | advogada guatemalteca                                                                             |             |
|        | Deborah Hopkins            | Reino Unido                                                   | Mãe britânica e ativista política                                                                 |             |
|        | Diane Coyle                | Reino Unido                                                   | economista                                                                                        |             |
|        | Dina Alexandrowna Korsun   | Rússia                                                        | actriz russa                                                                                      |             |
|        | Dinara Zhorobekova         | Turquia                                                       | estudante do Quirguistão                                                                          |             |
|        | Divya Sharma               | Índia                                                         | estudante de ciências                                                                             |             |
|        | Efua Dorkenoo              | Gana                                                          | ativista ganesa                                                                                   |             |
|        | Emma Bonino                | Itália                                                        | política italiana                                                                                 |             |
|        | Es Devlin                  | Reino Unido                                                   | artista e cenógrafa britânica                                                                     |             |
|        | Fatma Said                 | Egito                                                         | cantora de ópera egípcia                                                                          |             |
|        | Fawzia Koofi               | Afeganistão                                                   | política afegã                                                                                    |             |
|        | Fereshteh Khosroujerdy     | Irão                                                          | cantora iraniana                                                                                  |             |
|        | Firuza Aliyeva             | Azerbaijão                                                    | diretora associada, Academia Diplomática do Azerbaijão                                            |             |
|        | Gail Rebuck                | Reino Unido                                                   | editora británica                                                                                 |             |
|        | Gemma Godfrey              | Reino Unido                                                   | diretora do Conselho, radialista                                                                  |             |
|        | Gurinder Chadha            | Reino Unido                                                   | diretora de cinema britânica de origem indiana                                                    |             |
|        | Heather Jackson            | Reino Unido                                                   | ativista de negócios da mulher                                                                    |             |
|        | Helen Clark                | Nova Zelândia                                                 | ex-Primeira Ministra da Nova Zelândia                                                             |             |
|        | Irina Chakraborty          | Finlândia Rússia Índia                                        | engenheira ambiental                                                                              |             |
|        | Jacqui Smith               | Reino Unido                                                   | política britânica                                                                                |             |
|        | Joanna Shields             | Estados Unidos Reino Unido                                    | empresária americana, vice-presidente e diretora executiva do Facebook EMEA                       |             |
|        | Jody Day                   | Reino Unido                                                   | escritora e fundadora da Gateway Network for Childless Women                                      |             |
|        | Joyce Aoko Aruga           | Quénia                                                        | Aluna de professor no Quênia                                                                      |             |
|        | Jude Kelly                 | Reino Unido                                                   | diretora de Teatro Inglês                                                                         |             |
|        | Judith Webb                | Reino Unido                                                   | primeira mulher a comandar um esquadrão exclusivamente masculino no Reino Unido                   |             |
|        | Justine Roberts            | Reino Unido                                                   | fundadora e CEO da British Sites Mumsnet e Gransnet                                               |             |
|        | Kamila Shamsie             | Reino Unido Paquistão                                         | escritora e romancista britânico-paquistanesa                                                     |             |
|        | Kanya King                 | Reino Unido                                                   | empreendedora britânica; fundadora do Mobo Awards                                                 |             |
|        | Kate Smurthwaite           | Reino Unido                                                   | comediante britânica                                                                              |             |
|        | Klára Dobrev               | Hungria                                                       | política húngara                                                                                  |             |
|        | Laura Janner-Klausner      | Reino Unido                                                   | Rabino britânico, antigo rabino sénior do Movement for Reform Judaism no Reino Unido              |             |
|        | Laura Perrins              | República da Irlanda                                          | co-editora, The Conservative Woman                                                                |             |
|        | Leyla Hussein              | Somália                                                       | psicóloga somali                                                                                  |             |
|        | Louise Stephenson          | Reino Unido                                                   | Conselheira estagiária, Reino Unido                                                               |             |
|        | Madawi al-Rasheed          | Arábia Saudita                                                | antropóloga saudita                                                                               |             |
|        | Mariane Pearl              | França Cuba                                                   | jornalista francesa                                                                               |             |
|        | Martha Lane Fox            | Reino Unido                                                   | empresária, filantropa e integrante da Câmara dos Lordes no Reino Unido                           |             |
|        | Martina Navrátilová        | Estados Unidos Chéquia                                        | ex-tenista tcheca                                                                                 |             |
|        | Marwa El-Daly              | Egito                                                         | ativista egípcia                                                                                  |             |
|        | May Tha Hla                | Myanmar                                                       | Assistente social de ajuda alimentar                                                              |             |
|        | Michaela Bergman           | Reino Unido                                                   | conselheira Chefe de Questões Sociais, Banco Europeu para Reconstrução e Desenvolvimento          |             |
|        | Mirina Paananen            | Finlândia                                                     | Música nascida na Finlândia e pesquisadora das tradições musicais do Islã, Universidade de Oxford |             |
|        | Mmasekgoa Masire-Mwamba    | Botsuana                                                      | política de Botswana                                                                              |             |
|        | Moe Thuzar Aung            | Myanmar                                                       | locutora de rádio estadual de Mianmar                                                             |             |
|        | Nadia Al-Sakkaf            | Iémen                                                         | ex-primeira ministra do Iêmen; editora-chefe do Iêmen Times                                       |             |
|        | Natasha Walter             | Reino Unido                                                   | escritora feminista britânica                                                                     |             |
|        | Nervana Mahmoud            | Egito                                                         | blogueira e comentarista egípcia                                                                  |             |
|        | Obiageli Ezekwesili        | Nigéria                                                       | ativista de direitos humanos e política nigeriana                                                 |             |
|        | Orzala Ashraf Nemat        | Afeganistão                                                   | estudiosa afegã e ativista da sociedade civil                                                     |             |
|        | Paris Lees                 | Reino Unido                                                   | jornalista britânica e ativista para direitos de transgêneros                                     |             |
|        | Parveen Hassan             | Reino Unido                                                   | ativista feminina conservadora                                                                    |             |
|        | Pauline Neville-Jones      | Reino Unido                                                   | diplomata británica                                                                               |             |
|        | Pontso Mafethe             | Zimbábue                                                      | ativista de caridade para profissionais do sexo                                                   |             |
|        | Rainatou Sow               | Guiné                                                         | ativista da República da Guiné                                                                    |             |
|        | Razan Ghazzawi             | Estados Unidos Síria                                          | blogueira síria-americana                                                                         |             |
|        | Rebecca Gomperts           | Reino dos Países Baixos                                       | médica radicada em Amsterdã                                                                       |             |
|        | Rehana Azib                | Reino Unido                                                   | advogada em Londres                                                                               |             |
|        | Rose Hudson-Wilkin         | Reino Unido                                                   | Bispa de Dover                                                                                    |             |
|        | Rosmery Mollo              | Bolívia                                                       | ativista boliviana                                                                                |             |
|        | Rubana Huq                 | Paquistão Bangladesh                                          | empresária de Bangladesh                                                                          |             |
|        | Saadia Zahidi              | Paquistão                                                     | economista paquistanesa                                                                           |             |
|        | Salwa Abu Libdeh           | Estado da Palestina                                           | jornalista                                                                                        |             |
|        | Samar Samir Mezghanni      | Iraque Tunísia                                                | autora infantil da Tunísia                                                                        |             |
|        | Sarah Rogers               | Serra Leoa                                                    | rádio comunitária Voz da Mulher, Serra Leoa                                                       |             |
|        | Shadi Sadr                 | Irão                                                          | advogada, ativista dos direitos das mulheres                                                      |             |
|        | Shazia Mirza               | Reino Unido                                                   | comediante britânica                                                                              |             |
|        | Shelina Zahra Janmohamed   | Reino Unido                                                   | escritora britânica                                                                               |             |
|        | Shirley Meredeen           | Reino Unido                                                   | co-fundadora da Growing Old Disgracefully                                                         |             |
|        | Sigridur Maria Egilsdottir | Islândia                                                      | debatedora campeã da Islândia                                                                     |             |
|        | Siân Lindley               |                                                               | pesquisadora em tecnologia social                                                                 |             |
|        | Sreymom Ang                | Camboja                                                       | designer de moda cambojana                                                                        |             |
|        | Steve Shirley              | Reino Unido Alemanha                                          | empresária e filantropa britânica                                                                 |             |
|        | Susie Orbach               | Reino Unido                                                   | psicóloga e jornalista egípcia                                                                    |             |
|        | Tanni Grey-Thompson        | Reino Unido                                                   | corredora de cadeira de rodas galesa e parlamentar (nascida em 1969)                              |             |
|        | Tehmina Kazi               | Reino Unido                                                   | Fundador do One Percent Project, facilitando a doação de sangue                                   |             |
|        | Teresa Forcades            | Espanha                                                       | médica e freira beneditina catalã                                                                 |             |
|        | Yvonne Brewster            | Reino Unido                                                   | atriz jamaicana, diretora de teatro e gerente de teatro                                           |             |
|        | Zainab Bangura             | Serra Leoa                                                    | ativista social e política serra-leonesa                                                          |             |
|        | Íngrid Betancourt          | França Colômbia Seychelles                                    | política, ex senadora, e activista franco-colombiana                                              |             |

∑ 100 items.